# Derivata funzionale
In matematica e in fisica, la derivata funzionale è una generalizzazione della derivata direzionale. Mentre la derivata direzionale differenzia nella direzione di un vettore, la derivata funzionale differenzia nella direzione di una funzione. Entrambe possono essere viste come estensioni dell'usuale derivata.
Quando si considerano spazi localmente convessi, la derivata funzionale è indicata come derivata di Gâteaux. In particolare, se si tratta di spazi di Banach è detta derivata di Fréchet. In fisica teorica è usato un terzo tipo di derivata (euleriana), concettualmente più simile alla derivata parziale.
Nel calcolo delle variazioni, i funzionali sono frequentemente espressi mediante l'integrale di funzioni. Se ad esempio si considera un integrando {\displaystyle L} di un funzionale {\displaystyle J}:
{\displaystyle J[f]=\int _{a}^{b}L[\,x,f(x),f\,'(x)\,]\,dx}
con {\displaystyle f\,'(x)=\operatorname {d} \!f/\operatorname {d} \!x}, se si varia {\displaystyle f} aggiungendole un'altra funzione {\displaystyle \delta f} arbitrariamente piccola, e si espande l'integrando {\displaystyle L[\,x,f+\delta f,f\,'+\delta f']} in potenze di {\displaystyle \delta f}, allora la variazione del valore di {\displaystyle J} al primo ordine dello sviluppo in {\displaystyle \delta f} può essere espressa come:
{\displaystyle \delta J=\int _{a}^{b}{\frac {\delta J}{\delta f(x)}}{\delta f(x)}dx}
Il coefficiente di {\displaystyle \delta f(x)}, denotato con {\displaystyle \delta J/\delta f(x)}, è la derivata funzionale di {\displaystyle J} rispetto a {\displaystyle f} nel punto {\displaystyle x}. In questo caso, la derivata funzionale è il termine a sinistra nell'equazioni di Eulero-Lagrange:
{\displaystyle {\frac {\delta J}{\delta f(x)}}={\frac {\partial L}{\partial f}}-{\frac {\operatorname {d} }{\operatorname {d} \!x}}{\frac {\partial L}{\partial f'}}}

## Definizione
Data una varietà {\displaystyle M}, una funzione {\displaystyle \rho } (che è in genere continua, liscia, o si richiede che soddisfi determinate condizioni al contorno) ed un funzionale {\displaystyle F\colon M\to \mathbb {R} ,\mathbb {C} } definito su {\displaystyle M}, la derivata funzionale di {\displaystyle F[\rho ]} è in generale definita da:
{\displaystyle \int {\frac {\delta F}{\delta \rho (x)}}\ \phi (x)\ dx=\lim _{\varepsilon \to 0}{\frac {F[\rho +\varepsilon \phi ]-F[\rho ]}{\varepsilon }}=\left[{\frac {d}{d\varepsilon }}F[\rho +\varepsilon \phi ]\right]_{\varepsilon =0}}
dove {\displaystyle \varepsilon \phi } è detta variazione di {\displaystyle \rho }, e {\displaystyle \phi } è una funzione arbitraria.

### Differenziale funzionale
A partire dalla derivata funzionale si definisce il differenziale funzionale come:
{\displaystyle \delta F=\int {\frac {\delta F}{\delta \rho (x)}}\ \delta \rho (x)\ dx}
dove {\displaystyle \delta \rho (x)=\varepsilon \phi (x)} è la variazione di {\displaystyle \phi }. Si tratta di un oggetto simile al differenziale totale di una funzione {\displaystyle F(\rho _{1},\rho _{2},\rho _{3},\dots )}:
{\displaystyle dF=\sum _{i=1}^{n}{\frac {\partial F}{\partial \rho _{i}}}\ d\rho _{i}}
dove {\displaystyle \rho _{1},\rho _{2},\rho _{3},\dots } sono variabili indipendenti.
Confrontando le ultime due equazioni, si nota che la derivata funzionale {\displaystyle \delta F/\delta \rho (x)} gioca un ruolo simile a quello della derivata parziale {\displaystyle \partial F/\partial \rho _{i}}, dove la variabile di integrazione {\displaystyle x} può essere vista come una versione continua dell'indice di sommatoria {\displaystyle i}.

## Derivate di Gâteaux e Fréchet
La definizione di derivata funzionale può essere fornita in modo più preciso caratterizzando meglio lo spazio vettoriale topologico delle funzioni utilizzate. Ad esempio, se lo spazio è uno spazio di Banach la derivata funzionale è la derivata di Fréchet, mentre in generici spazi localmente convessi viene indicata come derivata di Gâteaux (il cui nome è dovuto al matematico francese René Gâteaux).
Siano {\displaystyle X} e {\displaystyle Y} due spazi vettoriali topologici localmente convessi. Dati {\displaystyle F:X\to Y} e {\displaystyle f,g\in X}, la derivata di Gâteaux {\displaystyle DF[f;g]} è data da quell'operatore tale che
{\displaystyle DF[f;g]=\lim _{|h|\rightarrow 0}{\frac {F[f+hg]-F[f]}{|h|}}}
Il simbolo {\displaystyle |g|} indica la norma del vettore {\displaystyle g}. Se il limite esiste per ogni {\displaystyle g\in X}, il funzionale {\displaystyle F} è detto differenziabile secondo Gâteaux in {\displaystyle f}.
Dati {\displaystyle f,g\in X}, un funzionale {\displaystyle F:X\to Y} è differenziabile secondo Fréchet se esiste un operatore lineare limitato {\displaystyle A_{f}:X\to Y} tale che:
{\displaystyle \lim _{|g|\rightarrow 0}{\frac {F[f+g]-F[f]-A_{f}[g]}{|g|}}=0\qquad \forall g\in X}
La nozione di differenziabilità di Fréchet è più forte di quella di Gâteaux: ogni funzione differenziabile secondo Fréchet lo è anche secondo Gâteaux, ma non viceversa.

### Derivata euleriana
In fisica, dove si ricorre spesso a funzionali integrali, si utilizza un'altra definizione di derivata, spesso riportata in termini della distribuzione nota come delta di Dirac {\displaystyle \delta (x)}:
{\displaystyle {\frac {\delta F[\phi (x)]}{\delta \phi (y)}}=\lim _{\varepsilon \to 0}{\frac {F[\phi (x)+\varepsilon \delta (x-y)]-F[\phi (x)]}{\varepsilon }}}
Dato un funzionale integrale:
{\displaystyle F[\phi (x)]=\int f[\phi (x)]{\text{d}}x}
è possibile osservare il collegamento tra la derivata di Gâteaux o di Fréchet e la derivata euleriana in questa relazione:
{\displaystyle DF[f;g]=\int \left[{\frac {\partial \phi (f)}{\partial f}}\right]_{f=f(x)}{\frac {g(x)}{|g|}}\,{\text{d}}x=\int {\frac {\delta F}{\delta f(x)}}{\frac {g(x)}{|g|}}\,{\text{d}}x}
da confrontare con l'espressione per la derivata direzionale di funzioni definite su {\displaystyle \mathbb {R} ^{n}}:
{\displaystyle {\frac {\partial f({\vec {x}})}{\partial {\hat {e}}}}={\frac {\partial f({\vec {x}})}{\partial {\vec {x}}}}\cdot {\hat {e}}=\sum _{i=1}^{n}{\frac {\partial f({\vec {x}})}{\partial x_{i}}}{\hat {e}}_{i}}
In questi termini, la derivata euleriana è il nucleo di un operatore integrale lineare che, applicato ad una funzione di prova di norma unitaria {\displaystyle g/|g|}, fornisce la derivata funzionale in {\displaystyle f} lungo {\displaystyle g}. La derivata euleriana è analoga al gradiente in {\displaystyle \mathbb {R} ^{n}}: le componenti di quest'ultimo, infatti, sono le derivate direzionali lungo la direzione di una coordinata. La derivata euleriana si estrae dalla derivata di Fréchet applicando all'operatore lineare la distribuzione delta di Dirac, che può essere pensata alla stregua di uno degli elementi di base dello spazio a cui appartiene {\displaystyle f} (anche se essa stessa non vi appartiene).
Dalle definizioni è possibile dedurre le usuali proprietà delle derivate: linearità, omogeneità, regola della catena per funzionali composti, e così via.

## Proprietà
Come per l'usuale derivata di una funzione, la derivata funzionale soddisfa le seguenti proprietà, dove {\displaystyle F[\rho ]} e {\displaystyle G[\rho ]} sono funzionali:
- Linearità:

{\displaystyle {\frac {\delta (\lambda F+\mu G)}{\delta \rho (x)}}=\lambda {\frac {\delta F}{\delta \rho (x)}}+\mu {\frac {\delta G}{\delta \rho (x)}}\qquad \lambda ,\mu \in \mathbb {R} ,\mathbb {C} }
- Regola del prodotto:

{\displaystyle {\frac {\delta (FG)}{\delta \rho (x)}}={\frac {\delta F}{\delta \rho (x)}}G+F{\frac {\delta G}{\delta \rho (x)}}}
- Regola della catena:

{\displaystyle \displaystyle {\frac {\delta F[f(\rho )]}{\delta \rho (x)}}={\frac {\delta F[f(\rho )]}{\delta f(\rho (x))}}\ {\frac {df(\rho (x))}{d\rho (x)}}\qquad {\frac {\delta f(F[\rho ])}{\delta \rho (x)}}={\frac {df(F[\rho ])}{dF[\rho ]}}\ {\frac {\delta F[\rho ]}{\delta \rho (x)}}}
con {\displaystyle f} una funzione differenziabile.

## Esempi
Vale la pena di discutere brevemente le derivate funzionali oltre la loro definizione matematica formale.
Le derivate funzionali appaiono regolarmente nei problemi fisici che obbediscono a principi variazionali, quindi, è utile mostrare come le derivate funzionali sono eseguite attraverso esempi rilevanti rispetto alla fisica.
Dato un funzionale della forma:
{\displaystyle F[\rho ]=\int f(\mathbf {r} ,\rho ,\nabla \rho ,\nabla ^{2}\rho ,\cdots )d^{3}r}
la derivata funzionale può essere scritta come:
{\displaystyle {\frac {\delta F[\rho ]}{\delta \rho }}={\frac {\partial f}{\partial \rho }}-\nabla \cdot {\frac {\partial f}{\partial (\nabla \rho )}}+\nabla ^{2}{\frac {\partial f}{\partial (\nabla ^{2}\rho )}}-\cdots }

### Energia coulombiana
Si consideri il funzionale energia coulombiana {\displaystyle J[\rho ]}:
{\displaystyle J[\rho ]=\int \left({\frac {1}{2}}\int {\frac {\rho (\mathbf {r} )\rho (\mathbf {r} ')}{\vert \mathbf {r} -\mathbf {r} '\vert }}d^{3}r'\right)d^{3}r}
L'energia {\displaystyle J[\rho ]} dipende unicamente dalla densità di carica {\displaystyle \rho }, e non dipende dal suo gradiente, laplaciano, o derivate di ordine superiore. Quindi:
{\displaystyle {\frac {\delta J[\rho ]}{\delta \rho }}={\frac {\partial j}{\partial \rho }}=\int {\frac {\rho (\mathbf {r} ')}{\vert \mathbf {r} -\mathbf {r} '\vert }}d^{3}r'}
dove:
{\displaystyle j={\frac {1}{2}}\int {\frac {\rho (\mathbf {r} )\rho (\mathbf {r} ')}{\vert \mathbf {r} -\mathbf {r} '\vert }}d^{3}r'}
La derivata funzionale seconda del funzionale energia Coulombiana è:
{\displaystyle {\frac {\delta ^{2}J[\rho ]}{\delta \rho ^{2}}}={\frac {\delta }{\delta \rho }}\int {\frac {\rho (\mathbf {r} ')}{\vert \mathbf {r} -\mathbf {r} '\vert }}d^{3}r'={\frac {\partial }{\partial \rho }}{\frac {\rho (\mathbf {r} ')}{\vert \mathbf {r} -\mathbf {r} '\vert }}={\frac {1}{\vert \mathbf {r} -\mathbf {r} '\vert }}}

### Energia cinetica di Weizsacker
Nel 1935 von Weizsäcker propose di aggiungere un gradiente correttivo al funzionale associato all'energia cinetica di Thomas-Fermi al fine di migliorare la descrizione della nuvola elettronica molecolare:
{\displaystyle T[\rho ]=\int {\frac {1}{8}}{\frac {\nabla \rho (\mathbf {r} )\cdot \nabla \rho (\mathbf {r} )}{\rho (\mathbf {r} )}}d^{3}r}
Il funzionale {\displaystyle T[\rho ]} dipende dalla densità di carica e dal suo gradiente, quindi:
{\displaystyle {\frac {\delta T[\rho ]}{\delta \rho }}={\frac {\partial t}{\partial \rho }}-\nabla \cdot {\frac {\partial t}{\partial (\nabla \rho )}}=-{\frac {1}{8}}{\frac {\nabla \rho (\mathbf {r} )\cdot \nabla \rho (\mathbf {r} )}{\rho (\mathbf {r} )^{2}}}-\nabla \cdot \left({\frac {1}{4}}{\frac {\nabla \rho (\mathbf {r} )}{\rho (\mathbf {r} )}}\right)}
dove:
{\displaystyle t={\frac {1}{8}}{\frac {\nabla \rho (\mathbf {r} )\cdot \nabla \rho (\mathbf {r} )}{\rho (\mathbf {r} )}}}
Si nota infine che ogni funzione può venire scritta in termini di un funzionale. Per esempio:
{\displaystyle \rho (\mathbf {r} )=\int \rho (\mathbf {r} ')\delta (\mathbf {r} -\mathbf {r} ')d^{3}r'}
Quindi:
{\displaystyle {\frac {\delta \rho (\mathbf {r} )}{\delta \rho }}={\frac {\delta \int \rho (\mathbf {r} ')\delta (\mathbf {r} -\mathbf {r} ')d^{3}r'}{\delta \rho }}={\frac {\partial \left[\rho (\mathbf {r} ')\delta (\mathbf {r} -\mathbf {r} ')\right]}{\partial \rho }}=\delta (\mathbf {r} -\mathbf {r} ')}